# Dyskografia Limp Bizkit
Dyskografia Limp Bizkit, amerykańskiego zespołu muzycznego wykonującego muzykę głównie z gatunku nu metal i rap metal, składa się z sześciu albumów studyjnych, trzech kompilacji, jednego minialbumu, jednego albumu remiksowego, jednego albumu koncertowego, dwóch albumów wideo, dwudziestu trzech singli oraz dwudziestu trzech teledysków.
Zespół został założony w 1994 roku w Jacksonville na Florydzie przez wokalistę Freda Dursta i basistę Sama Riversa. W późniejszych kilku latach do zespołu dołączyli perkusista John Otto, gitarzysta Wes Borland i turntablista DJ Lethal, tworząc skład uważany przez różne branżowe media za oryginalny. Oprócz wyżej wymienionych muzyków przez grupę przewinęli się jeszcze gitarzyści Rob Waters, Terry Balsamo i Mike Smith – dwaj pierwsi grali w niej do 1995 roku, zaś trzeci w latach 2002–2004.
Limp Bizkit sprzedał ponad 40 milionów egzemplarzy swoich albumów na całym świecie, był trzykrotnie nominowany do nagrody Grammy i został uhonorowany wieloma innymi nagrodami.

## Albumy

### Albumy studyjne
| 1997                                    | Three Dollar Bill, Y’All$ - Wydany: 1 lipca 1997 - Wytwórnia: Flip, Interscope - Format: CD, CC, LP                                 | 22  | 50 | –  | –  | –  | –  | 37 | 32 | –  | –  | –  | –  | - USA: 2x platynowa płyta - AUS: złota płyta - UK: złota płyta                                  |
| 1999                                    | Significant Other - Wydany: 22 czerwca 1999 - Wytwórnia: Flip, Interscope - Format: CD, CC, LP                                      | 1   | 10 | 70 | 7  | 16 | 49 | 4  | 5  | 38 | 13 | 11 | 50 | - USA: 7x platynowa płyta - AUS: 2x platynowa płyta - UK: platynowa płyta                       |
| 2000                                    | Chocolate Starfish and the Hot Dog Flavored Water - Wydany: 17 października 2000 - Wytwórnia: Flip, Interscope - Format: CD, CC, LP | 1   | 1  | 7  | 1  | 2  | 4  | 1  | 1  | 4  | 29 | 1  | 2  | - USA: 6x platynowa płyta - AUS: 4x platynowa płyta - UK: 2x platynowa płyta - POL: złota płyta |
| 2003                                    | Results May Vary - Wydany: 23 września 2003 - Wytwórnia: Flip, Interscope - Format: CD, CC, LP                                      | 3   | 7  | 19 | 1  | 7  | 10 | 2  | 2  | 6  | 1  | 11 | 15 | - USA: platynowa płyta - AUS: platynowa płyta - UK: złota płyta                                 |
| 2011                                    | Gold Cobra - Wydany: 28 czerwca 2011 - Wytwórnia: Flip, Interscope - Format: CD, LP, digital download                               | 16  | 30 | 39 | 2  | –  | –  | 36 | 12 | 2  | 1  | 23 | 44 | - DEU: złota płyta                                                                              |
| 2021                                    | Still Sucks - Wydany: 31 października 2021 - Wytwórnia: Suretone - Format: CD, LP, digital download                                 | 155 | 79 | –  | 29 | –  | –  | –  | 35 | 35 | 54 | –  | –  |                                                                                                 |
| „—” oznacza, że album nie był notowany. | |     |    |    |    |    |    |    |    |    |    |    |    |                                                                                                 |

### Minialbumy
| 2005                                    | The Unquestionable Truth (Part 1) - Wydany: 3 maja 2005 - Wytwórnia: Flip, Geffen - Format: CD, CC | 24 | 71 | 67 | 17 | – | – | – | 50 | 8 | 4 | 85 | 34 |
| „—” oznacza, że album nie był notowany. | |    |    |    |    |   |   |   |    |   |   |    |    |

### Albumy remiksowe
| Rok  | Tytuł                                                                                     | Pozycja na liście | Pozycja na liście | Pozycja na liście | Pozycja na liście | Pozycja na liście | Pozycja na liście | Pozycja na liście | Pozycja na liście | Certyfikat         |
| Rok  | Tytuł                                                                                     | USA               | FRA               | AUT               | FIN               | NZL               | SWI               | DEU               | NLD               | Certyfikat         |
| ---- | ----------------------------------------------------------------------------------------- | ----------------- | ----------------- | ----------------- | ----------------- | ----------------- | ----------------- | ----------------- | ----------------- | ------------------ |
| 2001 | New Old Songs - Wydany: 4 grudnia 2001 - Wytwórnia: Flip, Interscope - Format: CD, CC, LP | 26                | 146               | 12                | 22                | 19                | 32                | 10                | 55                | - USA: złota płyta |

### Kompilacje
| 2005                                    | Greatest Hitz - Wydany: 8 listopada 2005 - Wytwórnia: Flip, Interscope - Format: CD, CC, digital download | 47 | 27 | 29 | 41 | 25 | 78 | - USA: złota płyta - AUS: złota płyta - UK: złota płyta |
| 2008                                    | Collected - Wydany: 12 maja 2008 - Wytwórnia: Spectrum - Format: CD                                       | –  | –  | –  | –  | –  | –  |                                                         |
| 2011                                    | Icon - Wydany: 19 lipca 2011 - Wytwórnia: Interscope - Format: CD                                         | –  | –  | –  | –  | –  | –  |                                                         |
| „—” oznacza, że album nie był notowany. | |    |    |    |    |    |    |                                                         |

### Albumy koncertowe
| Rok  | Tytuł                                                                         |
| ---- | ----------------------------------------------------------------------------- |
| 2008 | Rock im Park 2001 - Wydany: 13 maja 2008 - Wytwórnia: Liberation - Format: CD |

### Albumy wideo
| Rok  | Tytuł                                                                                  |
| ---- | -------------------------------------------------------------------------------------- |
| 2005 | Greatest Videoz - Wydany: 9 listopada 2005 - Wytwórnia: Flip, Interscope - Format: DVD |
| 2008 | Rock im Park 2001 - Wydany: 31 marca 2008 - Wytwórnia: Liberation - Format: DVD        |

## Single
| Rok                                                                           | Tytuł                                           | Pozycja na liście | Pozycja na liście | Pozycja na liście | Pozycja na liście | Pozycja na liście | Pozycja na liście | Pozycja na liście | Certyfikat                                                  | Album                                                                                         |
| Rok                                                                           | Tytuł                                           | USA               | DEU               | UK                | AUS               | AUT               | NLD               | IRL               | Certyfikat                                                  | Album                                                                                         |
| ----------------------------------------------------------------------------- | ----------------------------------------------- | ----------------- | ----------------- | ----------------- | ----------------- | ----------------- | ----------------- | ----------------- | ----------------------------------------------------------- | --------------------------------------------------------------------------------------------- |
| 1997                                                                          | „Counterfeit”                                   | –                 | –                 | –                 | –                 | –                 | –                 | —                 |                                                             | Three Dollar Bill, Y’All$                                                                     |
| 1998                                                                          | „Sour”                                          | –                 | –                 | –                 | –                 | –                 | –                 | –                 |                                                             | Three Dollar Bill, Y’All$                                                                     |
| 1998                                                                          | „Faith”                                         | –                 | –                 | –                 | –                 | –                 | –                 | —                 |                                                             | Three Dollar Bill, Y’All$                                                                     |
| 1999                                                                          | „Nookie”                                        | 80                | –                 | –                 | 13                | –                 | 36                | —                 |                                                             | Significant Other                                                                             |
| 1999                                                                          | „Re-Arranged”                                   | 88                | –                 | –                 | 35                | –                 | –                 | —                 |                                                             | Significant Other                                                                             |
| 1999                                                                          | „Crushed”                                       | –                 | –                 | –                 | –                 | –                 | –                 | –                 |                                                             | End of Days (ścieżka dźwiękowa)                                                               |
| 1999                                                                          | „N 2 Gether Now” (gościnnie: Method Man)        | 73                | –                 | 184               | –                 | –                 | –                 | –                 |                                                             | Significant Other                                                                             |
| 2000                                                                          | „Break Stuff”                                   | –                 | –                 | –                 | 41                | –                 | 28                | –                 | - UK: złota płyta                                           | Significant Other                                                                             |
| 2000                                                                          | „Take a Look Around”                            | 115               | 4                 | 3                 | 28                | 4                 | 7                 | 11                | - UK: platynowa płyta - DEU: złota płyta                    | Chocolate Starfish and the Hot Dog Flavored Water, Mission: Impossible II (ścieżka dźwiękowa) |
| 2000                                                                          | „My Generation”                                 | –                 | 23                | 15                | 31                | 19                | 14                | 25                |                                                             | Chocolate Starfish and the Hot Dog Flavored Water                                             |
| 2000                                                                          | „Rollin’ (Air Raid Vehicle)”                    | 65                | 10                | 1                 | 11                | 10                | 18                | 1                 | - UK: platynowa płyta - AUS: złota płyta - DEU: złota płyta | Chocolate Starfish and the Hot Dog Flavored Water                                             |
| 2001                                                                          | „My Way”                                        | 75                | 38                | 6                 | 57                | 51                | 56                | 10                |                                                             | Chocolate Starfish and the Hot Dog Flavored Water                                             |
| 2001                                                                          | „Boiler”                                        | –                 | 50                | 18                | –                 | 44                | 68                | 24                |                                                             | Chocolate Starfish and the Hot Dog Flavored Water                                             |
| 2003                                                                          | „Eat You Alive”                                 | –                 | 13                | 10                | 30                | 16                | 36                | 27                | - UK: srebrna płyta                                         | Results May Vary                                                                              |
| 2003                                                                          | „Red Light-Green Light” (gościnnie: Snoop Dogg) | –                 | –                 | –                 | –                 | –                 | –                 | –                 |                                                             | Results May Vary                                                                              |
| 2003                                                                          | „Behind Blue Eyes”                              | 71                | 2                 | 18                | 4                 | 3                 | 5                 | 26                | - AUS: platynowa płyta - USA: złota płyta - UK: złota płyta | Results May Vary                                                                              |
| 2004                                                                          | „Build a Bridge”                                | –                 | –                 | –                 | –                 | –                 | –                 | –                 |                                                             | Results May Vary                                                                              |
| 2004                                                                          | „Almost Over”                                   | –                 | –                 | –                 | –                 | –                 | –                 | –                 |                                                             | Results May Vary                                                                              |
| 2005                                                                          | „Home Sweet Home/Bittersweet Symphony”          | –                 | 45                | –                 | –                 | 44                | –                 | –                 |                                                             | Greatest Hitz                                                                                 |
| 2011                                                                          | „Shotgun”                                       | –                 | –                 | –                 | –                 | –                 | –                 | –                 |                                                             | Gold Cobra                                                                                    |
| 2011                                                                          | „Gold Cobra”                                    | –                 | –                 | –                 | –                 | –                 | –                 | –                 |                                                             | Gold Cobra                                                                                    |
| 2013                                                                          | „Ready to Go” (gościnnie: Lil Wayne)            | –                 | –                 | –                 | –                 | –                 | –                 | –                 |                                                             | —                                                                                             |
| 2021                                                                          | „Dad Vibes”                                     | –                 | –                 | –                 | –                 | –                 | –                 | –                 |                                                             | Still Sucks                                                                                   |
| „—” oznacza, że singel nie był notowany lub że nie pochodzi z żadnego albumu. |                                                 |                   |                   |                   |                   |                   |                   |                   |                                                             |                                                                                               |

## Teledyski
| Rok  | Tytuł                                  | Reżyseria                      |
| ---- | -------------------------------------- | ------------------------------ |
| 1997 | „Counterfeit”                          | Jonathan Craven, Roger Pistole |
| 1997 | „Counterfeit” (Second Version)         | Roger Pistole                  |
| 1998 | „Sour”                                 | Fred Durst, Roger Pistole      |
| 1998 | „Faith”                                | Fred Durst                     |
| 1999 | „Nookie”                               | Fred Durst                     |
| 1999 | „Re-Arranged”                          | Fred Durst                     |
| 1999 | „N 2 Gether Now”                       | Fred Durst                     |
| 2000 | „Break Stuff”                          | Fred Durst                     |
| 2000 | „Take a Look Around”                   | Fred Durst                     |
| 2000 | „Rollin’ (Air Raid Vehicle)”           | Fred Durst                     |
| 2000 | „My Generation”                        | Fred Durst                     |
| 2001 | „My Way”                               | Fred Durst                     |
| 2001 | „Boiler”                               | Fred Durst, Dave Meyers        |
| 2003 | „Eat You Alive”                        | Fred Durst                     |
| 2003 | „Behind Blue Eyes”                     | Fred Durst                     |
| 2005 | „The Truth”                            | Fred Durst                     |
| 2005 | „Home Sweet Home/Bittersweet Symphony” | Fred Durst                     |
| 2011 | „Gold Cobra”                           | Fred Durst                     |
| 2012 | „Lightz (City of Angels)”              | Fred Durst, Phil the God       |
| 2013 | „Ready to Go”                          | Fred Durst                     |
| 2014 | „Endless Slaughter”                    | Fred Durst                     |
| 2022 | „Dad Vibes”                            | Funky Moses                    |
| 2023 | „Out of Style”                         | Fred Durst, Mark Klasfeld      |